# کریگس‌مارینه
کریگس‌مارینه (به آلمانی: Kriegsmarine) (تلفظ آلمانی: [ˈkʁi:ksmaˌʁi:nə]، به معنای «نیروی دریایی جنگی») عنوان نیروی دریایی آلمان بین سال‌های ۱۹۳۵ تا ۱۹۴۵ در دوره رایش سوم بود. این نیرو جایگزین نیروی دریایی امپراتوری آلمان در جنگ جهانی اول و رایشس‌مارینه پس از جنگ، شد. کریگس‌مارینه یکی از سه شاخه اصلی ورماخت، نیروهای مسلح آلمان، بود.

## ظهور
پس از شکست آلمان در جنگ جهانی اول، پیمان ورسای محدودیت‌های نظامی زیادی از جمله در نیروی دریایی بر این کشور اعمال کرد. با این حال در جریان تسلیح مجدد آلمان در دوره میان‌دوجنگ، در قیاس با گسترش سریع دو نیروی دیگر، برخلاف نظر و تلاش فرماندهان ارشد آن، به نیروی دریایی توجه کمتری می‌شد چرا که اساساً نقش اصلی آن در نزد عموم دفاع ساحلی، حفظ اتصال بدنه اصلی کشور با پروس شرقی و باز نگاه داشتن ورودی دریای بالتیک به حساب می‌آمد؛ به وجهی که این نیرو در ابتدای سال ۱۹۳۳ حتی توان سخت‌افزاری مجاز بر مبنای پیمان ورسای را نیز در اختیار نداشت. در نهایت با تأیید طرح تبدیل نیروی دریایی توسط وزارت رایشس‌وهر در میانه ماه نوامبر سال ۱۹۳۲ این رویکرد شروع به تغییر کرد. بر این اساس تسلیح مجدد نیروی دریایی تا سقف محدودیت‌های پیمان ورسای می‌بایست تا اوایل سال ۱۹۳۸ محقق می‌گردید. علاوه بر این یک ناو هواپیمابر و نخستین مجموعه از او-بوت‌ها می‌بایست وارد خدمت و سرویس هوایی نیروی دریایی نیز تشکیل می‌شد. به هر صورت این طرح چندان مورد رضایت فرماندهان نیروی دریایی نبود. به نقل از دریابان آلبرشت فون فرایبرگ در ماه فوریه سال ۱۹۳۴، نیروی دریایی آلمان به دنبال «برابری» در زمینه‌های کمی و کیفی با فرانسه به عنوان یک پای اصلی جنگ احتمالی آینده، بود. بدین شکل با تلاش دریابد اریش ردر، فرمانده نیروی دریایی، با بی‌توجهی به محدودیت‌های بین‌المللی و منحصراً طبق منافع و نیازهای آلمان، ماه مارس سال ۱۹۳۴ «برنامه کشتی‌سازی جایگزینی» مطرح گردید که بر مبنای آن کار ساخت ۸ نبردناو، ۱۸ رزم‌ناو، ۴۸ ناوشکن، ۳ ناو هواپیمابر و ۷۲ او-بوت می‌بایست تا سال ۱۹۴۹ تکمیل می‌شد. به هر صورت بر اساس فرمان اواخر ماه مه ردر هدف آلمان دستیابی به نسبت ۳۳٫۳ درصد از مجموع تناژ نیروی دریایی بریتانیا که بیش از برنامه کشتی‌سازی ماه مارس بود، قلمداد گردید. این مقدار بعداً به ۳۵ درصد و مدتی بعد با ناکافی دانسته شدن آن برای برابری با فرانسه، به ۵۰ درصد افزایش یافت. آدولف هیتلر، پیشوای آلمان، ماه مارس سال ۱۹۳۵، با زیر پا گذاشتن علنی پیمان ورسای، محدودیت‌های اعمال شده بر نیروی دریایی آلمان را پایان یافته اعلام کرد. عنوان نیروی دریایی از رایشس‌مارینه به کریگس‌مارینه تغییر یافت.

## گسترش
روز ۱۸ ژوئن سال ۱۹۳۵، بریتانیا، بدون مشورت با فرانسه و ایتالیا، با امضای توافق‌نامه دریایی با آلمان، با برداشته شدن بیشتر محدودیت‌ها موافقت کرد. بر اساس این توافق‌نامه، آلمان مجاز شد برای خود نیروی دریایی مجموعاً به تناژ ۳۵ درصد نیروی دریایی بریتانیا ایجاد کند. آلمان حتی اجازه یافت برای نخستین بار پس از سال ۱۹۱۸، نیروی زیردریایی با حداکثر تناژ ۴۵ درصد بریتانیا، بسازد. با وجود این که این مسئله نیروی دریایی آلمان را تابع بریتانیا می‌کرد اما دری برای آن به سمت توسعه گسترده باز می‌شد. حاکمیت آلمان شکستن انزوای این کشور در سطح بین‌المللی به کمک چنین اقداماتی را گونه‌ای مزیت تلقی می‌کرد و برای آن جای‌گرفتن توافق با بریتانیا در قالب برنامه زمانی بلندمدت طرح‌ریزی و ساخت‌وساز نیروی دریایی، امکان «سازش» موقتی را فراهم می‌آورد. به هر صورت توافقنامه دریایی با بریتانیا با «ماهیتی موقتی» به هیچ وجه به منزله «انصراف» نیروی دریایی آلمان از اهداف بلندمدت خود نبود. به هر حال این زمان برنامه جدیدی ورای طرح‌های پیشین، نیز مطرح نشد. پس از این توافق، بازسازی نیروی دریایی آلمان شتاب گرفت و به شکل اختصاصی، این کشور شروع به ساخت نخستین او-بوت‌های خود کرد.

## مأموریت
با توجه به این که آلمان قادر به حصول خودبسندگی اقتصادی (اوتارکی) در کوتاه‌مدت نبود و وابستگی این کشور به واردات خارجی ادامه داشت، محافظت از مسیر دریایی تجارت به‌شکل سنتی مأموریت کریگس‌مارینه بود.

## رویکرد و راهبرد
در ابتدای تشکیل کریگس‌مارینه، آلمان هیچ قصدی برای درگیر شدن با بریتانیا نداشت و فرمان رزمی ماه مه سال ۱۹۳۶ برای نیروی دریایی هم به صراحت بر این سیاست صحه گذاشت. به هر صورت رفته‌رفته عناصر ضد بریتانیایی وابسته به سنت دوره پیشین در کریگس‌مارینه قدرت گرفتند و شرایط را برای تغییر رویکرد مهیا کردند.

## تاریخچه عملیاتی
با تهاجم آلمان به لهستان و آغاز جنگ جهانی دوم، کریگس‌مارینه در دریای بالتیک بر روی پادگان نیروهای لهستانی در شهر دانتسیش آتش گشود.